# XIX съезд КПСС
XIX съезд Всесоюзной Коммунистической партии (большевиков) / Коммунисти́ческой па́ртии Сове́тского Сою́за проходил с 5 по 14 октября 1952 года в зале заседаний Верховного Совета СССР в Москве.
XIX съезд КПСС был первым съездом партии после 13-летнего перерыва, вызванного Великой Отечественной войной. Численность ВКП(б) к этому времени составляла около 6 млн членов и около 900 тыс. кандидатов в члены(по одному из источников — 6 013 259 членов партии и 868 886 кандидатов
). На съезде присутствовало 1359 делегатов, из них 1192 — с правом решающего голоса, и 167 — с совещательным голосом.
XIX съезд КПСС был также последним съездом, прошедший в период руководства партией И. В. Сталина.
На съезде присутствовали делегации компартий социалистических стран — Китая, которую возглавлял секретарь ЦК КПК Лю Шаоци, Польши, ГДР, Венгрии, Болгарии, Румынии, Чехословакии, Албании, КНДР, Вьетнама, Монголии, а также делегации компартий из капиталистических стран. Однако на съезд не была допущена делегация Союза коммунистов Югославии.

## Предыстория
Как следует из выступления А. А. Жданова на пленуме ЦК ВКП(б) в начале 1947 года, созыв XIX съезда ВКП(б) предстоял на конец того же 1947 года, или же на 1948 год.

## Повестка дня
Съезд открыл вступительным словом В. М. Молотов. Во время открытия съезд почтил память умерших Щербакова, Калинина, Жданова.
1. Отчётный доклад ЦК ВКП(б) (докладчик — член Политбюро ЦК ВКП (б) Г. М. Маленков[7]). В ходе своего выступления Маленков критиковал «ухудшение качественного состава партии» в результате быстрого роста её рядов, говорил об опасности превращения партийных органов «в своеобразные административно-распорядительные учреждения, не способные противостоять всяким местническим, узковедомственным и иным антигосударственным устремлениям». По мнению историка А. Б. Безбородова, чтение основного доклада было доверено Маленкову как наиболее влиятельному после Сталина руководителю, усилившемуся после разгрома ленинградской группы[8].
2. Отчётный доклад Центральной ревизионной комиссии ВКП (б) (докладчик — председатель Центральной ревизионной комиссии ВКП (б) П. Г. Москатов).
3. Директивы XIX съезда партии по пятому пятилетнему плану развития народного хозяйства СССР на 1951—1955 годы (докладчик — Председатель Госплана СССР М. З. Сабуров)[9]
4. Изменения в Уставе ВКП(б) (докладчик — член Политбюро ЦК ВКП (б) Н. С. Хрущёв). Партия была переименована в КПСС[10], Политбюро ЦК ВКП (б) было упразднено и вместо него образован Президиум ЦК КПСС. Формирование Президиума ЦК КПСС произошло на Пленуме ЦК КПСС 16 октября 1952 года, через два дня после официального закрытия съезда.
5. Выборы центральных органов партии.
6. Выступление члена Президиума ЦК КПСС, руководителя программы создания ядерного оружия Л. П. Берия по внешнеполитической обстановке. В нём было заявлено о приверженности СССР к мирному сосуществованию, несмотря на угрозы ядерного удара по СССР со стороны руководства капиталистических стран, а в адрес руководства США было высказано предупреждение о недопустимости проводимой политики ядерного шантажа.
7. 14 октября 1952 года на съезде со своей последней публичной речью выступил сам Иосиф Сталин[11]. После этого он выступил на пленуме ЦК КПСС через два дня после закрытия съезда.

## Решения съезда
Съезд принял новый Устав, в котором содержались решения о переименовании ВКП(б) в Коммунистическую партию Советского Союза (КПСС). В связи с изменением названия партии, в августе 1953 года Верховным Советом СССР были внесены изменения в 126-ю статью Конституции СССР.
На Съезде были избраны Центральный Комитет КПСС (125 членов, 111 кандидатов в члены ЦК), Центральная Ревизионная Комиссия КПСС (37 членов).
Были упразднены Политбюро и Оргбюро ЦК КПСС. Вместо Политбюро был учрежден более широкий Президиум ЦК из 25 человек и 11 кандидатов (это название просуществовало до 1966 года, когда было восстановлено Политбюро). Членами Президиума ЦК стали: В. М. Андрианов, А. Б. Аристов, Л. П. Берия, Н. А. Булганин, К. Е. Ворошилов, С. Д. Игнатьев, Л. М. Каганович, Д. С. Коротченко, В. В. Кузнецов, О. В. Куусинен, Г. М. Маленков, В. А. Малышев, Л. Г. Мельников, А. И. Микоян, Н. А. Михайлов, В. М. Молотов, М. Г Первухин, П. К. Пономаренко, М. 3. Сабуров, И. В. Сталин, М. А. Суслов, Н. С. Хрущёв, Д. И. Чесноков, Н. М. Шверник, М. Ф. Шкирятов. Так, в Президиуме ЦК оказалось много новых людей, возглавлявших местные партийные организации. Примечательно, что многие из них прекратили членство в Президиуме после смерти Сталина.
В рамках новообразованного органа было создано Бюро Президиума ЦК КПСС из 9 человек. В первоначальный состав Бюро были включены Сталин, Берия, Булганин, Каганович, Маленков, Сабуров и Хрущёв. Позже, от руки, туда были вписаны фамилии Ворошилова и Первухина. В списке членов Бюро отсутствовали ветераны партийного руководства — Молотов, Микоян и Андреев. По мнению историка Рудольфа Пихои, это было связано с охлаждением отношений Сталина с Молотовым и Микояном, а также снижении роли "старой партийной гвардии".
Кандидатами в члены Президиума были избраны: Л. И. Брежнев, А. Я. Вышинский, Н. Г. Зверев, Н. Г. Игнатов, И. Г. Кабанов, А. Н. Косыгин, Н. С. Патоличев, Н. М. Пегов, А. М. Пузанов, И. Ф. Тевосян, П. Ф. Юдин.
Секретарями ЦК были избраны 10 человек: А. Б. Аристов, Л. И. Брежнев, Н. Г. Игнатов, Г. М. Маленков, Н. А. Михайлов, Н. М. Пегов, П. К. Пономаренко, И. В. Сталин, М. А. Суслов, Н. С. Хрущёв.
Комиссия партийного контроля была переименована в Комитет партийного контроля. Был также отменён институт Всесоюзных партконференций.
В рамках съезда были утверждены Директивы пятилетнего плана развития СССР на 1951—1955 годы.